# Інститут інноваційних технологій і змісту освіти
Інститут інноваційних технологій і змісту освіти — колишня державна науково-методична установа Міністерства освіти і науки України. Інститут ліквідований 26 листопада 2014 року на засіданні Кабінету Міністрів України з ініціативи керівництва Міністерства освіти і науки. На основі ліквідованого інституту створено дві окремі державні наукові установи: Інститут модернізації змісту освіти (просуває STEM-освіти в Україні) й Інститут освітньої аналітики.

## Структура
Інститут мав 8 науково-методичних відділень, які складаються з відділів.
- Відділення змісту дошкільної та загальної середньої освіти
- Відділення змісту професійно-технічної освіти
- Відділення змісту вищої освіти
- Відділення навчальної, методичної і наукової літератури
- Відділення інформаційно-комунікаційних технологій та інновацій в освіті
- Відділення інформаційно — аналітичних систем управління науково — освітньою галуззю
- Відділення моніторингу дослідження освітньої галузі
- Відділення адміністративно — аналітичної роботи

Штат інституту — 612 осіб.
Філії інституту: Закарпатська, Кримська, Дрогобицька, Одеська, Чернівецька, Дніпропетровська.
При Інституті працювала Вчена рада

## Головне завдання
Реалізація державної політики в галузі освіти, задоволення потреб освіти у науково-методичному забезпеченні, удосконаленні змісту і методів навчання та виховання молодого покоління на всіх рівнях і в усіх ланках національної системи безперервної освіти.

## Діяльність
- розробка та визначення державних стандартів освіти для різних її рівнів (дошкільна, загальна середня, професійно-технічна, вища та післядипломна),
- проведення експертизи та сертифікації сучасних дидактичних засобів навчання і шкільного обладнання, комп'ютеризації освіти і впровадження нових інформаційних технологій в навчально-виховний процес,
- запровадження сучасних методів і засобів автоматизованого управління закладами освіти та інформаційно-телекомунікаційне забезпечення їхнього функціонування.
- організація видання навчально-методичної літератури для різних типів навчальних закладів України, їх експериментальна апробація та експертиза, забезпечення навчального процесу новим поколінням підручників та посібників.
- робота з обдарованою талановитою молоддю, проведенням масових заходів (олімпіад, наукових конкурсів, турнірів тощо), створенню навчально-методичного інструментарію задоволення її пізнавальних інтересів і уподобань, вивченню та поширенню вітчизняних і зарубіжних педагогічних інновацій, новітніх освітніх технологій, впровадженню в навчальний процес прогресивних педагогічних технологій, проведенню науково-практичних конференцій і семінарів з проблем освіти.
- сприяння інтеграції української системи освіти із світовою, паритетне її входження у світовий освітній простір, вивчення функціонування світових освітянських систем, дослідження тенденцій їх розвитку.

## Історія
Утворений постановою Кабінету Міністрів України від 7 лютого 2006 року N 108 та наказом МОН України від 16 лютого 2006 року N 109 на базі ліквідованих підрозділів міністерства:
- Інституту навчальної літератури,
- Науково-методичного центру середньої освіти,
- Науково-методичного центру професійно-технічної освіти,
- Науково-методичного центру вищої освіти,
- Науково-методичного центру організації, розробки та виробництва засобів навчання
- Головного обчислювального центру.